# Mikita Labastau
Mikita Labastau (en biélorusse : Никита Лабастау), né le 19 avril 1997 à Uva, en Oudmourtie, est un biathlète biélorusse, d'origine russe.

## Carrière
Labastau fait ses débuts internationaux en 2015, sous les couleurs russes au Festival olympique de la jeunesse européenne, où il gagne la médaille d'argent au relais mixte.
Aux Championnats du monde junior 2017, à Osrblie, il remporte la médaille de bronze à l'individuel et celle d'or au relais. Après une saison sans résultat significatif, il fait ses débuts dans l'IBU Cup chez les séniors en fin d'année 2018, où il est autorisé à courir sous les couleurs biélorusses, où il signe son premier top dix à Duszniki-Zdrój. Il est ensuite vice-champion du monde junior de l'individuel à Osrblie.
Aux Championnats du monde de biathlon d'été junior 2018, Labastau remporte le super sprint et termine deuxième de la poursuite.
Quelques mois plus tard, il fait ses débuts individuels en Coupe du monde à Östersund, puis marque ses premiers points sur l'étape suivante à Hochfilzen (39e). Terminant même dans le top trente au Grand-Bornand, il reçoit une sélection pour les Championnats du monde à Anterselva, où il est 36e du sprint et 37e de la poursuite en individuel.

## Palmarès

### Jeux olympiques d'hiver
| Épreuve / Édition          | Individuel | Sprint | Poursuite | Départ en masse | Relais | Relais mixte |
| Jeux olympiques 2022 Pékin | 47e        | 57e    | 45e       | —               | 8e     | 6e           |

### Championnats du monde
| Édition / Épreuve       | Individuel | Sprint | Poursuite | Mass start | Relais | Relais mixte | Relais mixte simple |
| ----------------------- | ---------- | ------ | --------- | ---------- | ------ | ------------ | ------------------- |
| Antholz-Anterselva 2020 | —          | 36e    | 37e       | —          | 9e     | —            | 15e                 |
| Pokljuka 2021           | 30e        | —      | —         | —          | 9e     | —            | 12e                 |

Légende :
- — : non disputée par Labastau

### Coupe du monde
- Meilleur classement général : 66e en 2020.
- Meilleur résultat individuel : 25e.

#### Classements en Coupe du monde
| Saison    | Général | Individuel | Sprint | Poursuite | Mass start |
| --------- | ------- | ---------- | ------ | --------- | ---------- |
| 2019-2020 | 66e     | nc         | 79e    | 43e       |            |
| 2020-2021 | 77e     | 43e        |        |           |            |
| 2021-2022 | 78e     | 39e        | 75e    | 77e       |            |

### Championnats du monde junior
- Pour la Russie :
  -  Médaille d'or du relais en 2017.
  -  Médaille de bronze de l'individuel en 2017.
- Pour la Biélorussie :
  -  Médaille d'argent de l'individuel en 2019.